# Arvid Järnefelt

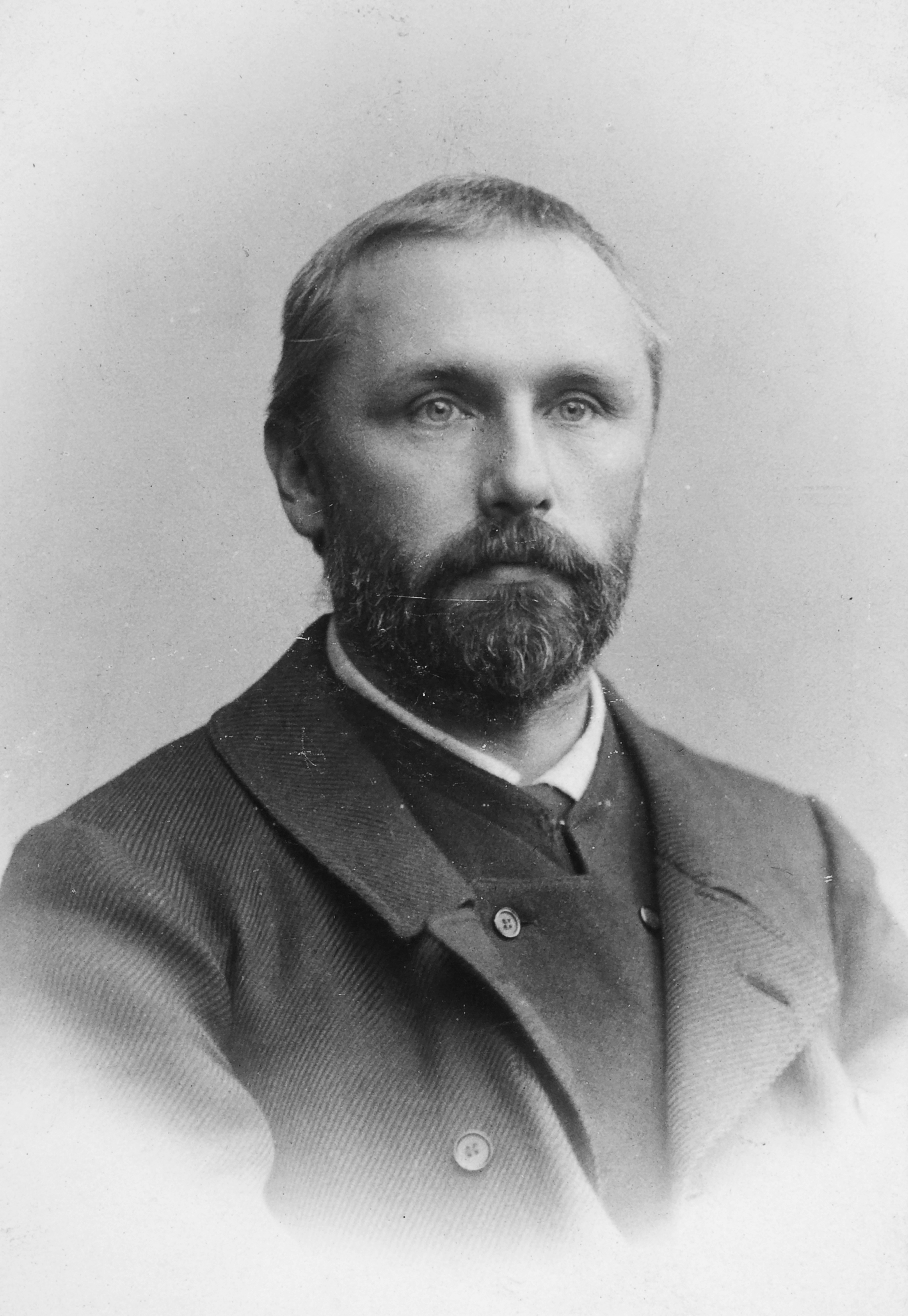
Arvid Järnefelt, antes de 1900.

Arvid Järnefelt (San Petersburgo, Imperio ruso, 16 de noviembre de 1861 – Helsinki, Finlandia, 27 de diciembre de 1932) fue un juez y escritor finlandés.
Sus padres fueron el general y gobernador August Aleksander Järnefelt y Elisabeth Järnefelt (de soltera Clodt von Jürgensburg). Tenía nueve hermanos: Kasper, Erik, Ellida, Elena, Armas, Aino, Hilja y Sigrid.
Se casó con Emilia Fredrika Parviainen en Jyväskylä el 6 de septiembre de 1884. Tuvieron cinco hijos: Eero, Liisa, Anna, Maija, y Emmi.
Fue un autor conocido a finales del siglo XIX. Escribió novelas, cuentos y memorias realistas, a menudo tendenciosas pero psicológicamente perspicaces.
En 1889 fundó el periódico Päivälehti con sus amigos Eero Erkko y Juhani Aho. Este periódico dio paso al Helsingin Sanomat en 1904.
Se interesó en el tolstoyanismo, influenciado por su madre. Estudió derecho y 1891, fue aprendiz de abogado en Vaasa. Es en ese entonces cuando leyó los escritos del escritor ruso León Tolstói y se convirtió en seguidor del movimiento que lleva su nombre. Dejó su carrera como abogado, comenzó a vivir como un tolstoyano y pasó a dedicarse a la agricultura en Virkkala. También ayudó a los pobres y a los presos.
Una de sus obras, Kuolema (La muerte) (1903, revisada en 1911), contó con música incidental compuesta por su cuñado Jean Sibelius, que incluye la famosa pieza titulada Valse triste.